# Jazzkeller Sauschdall

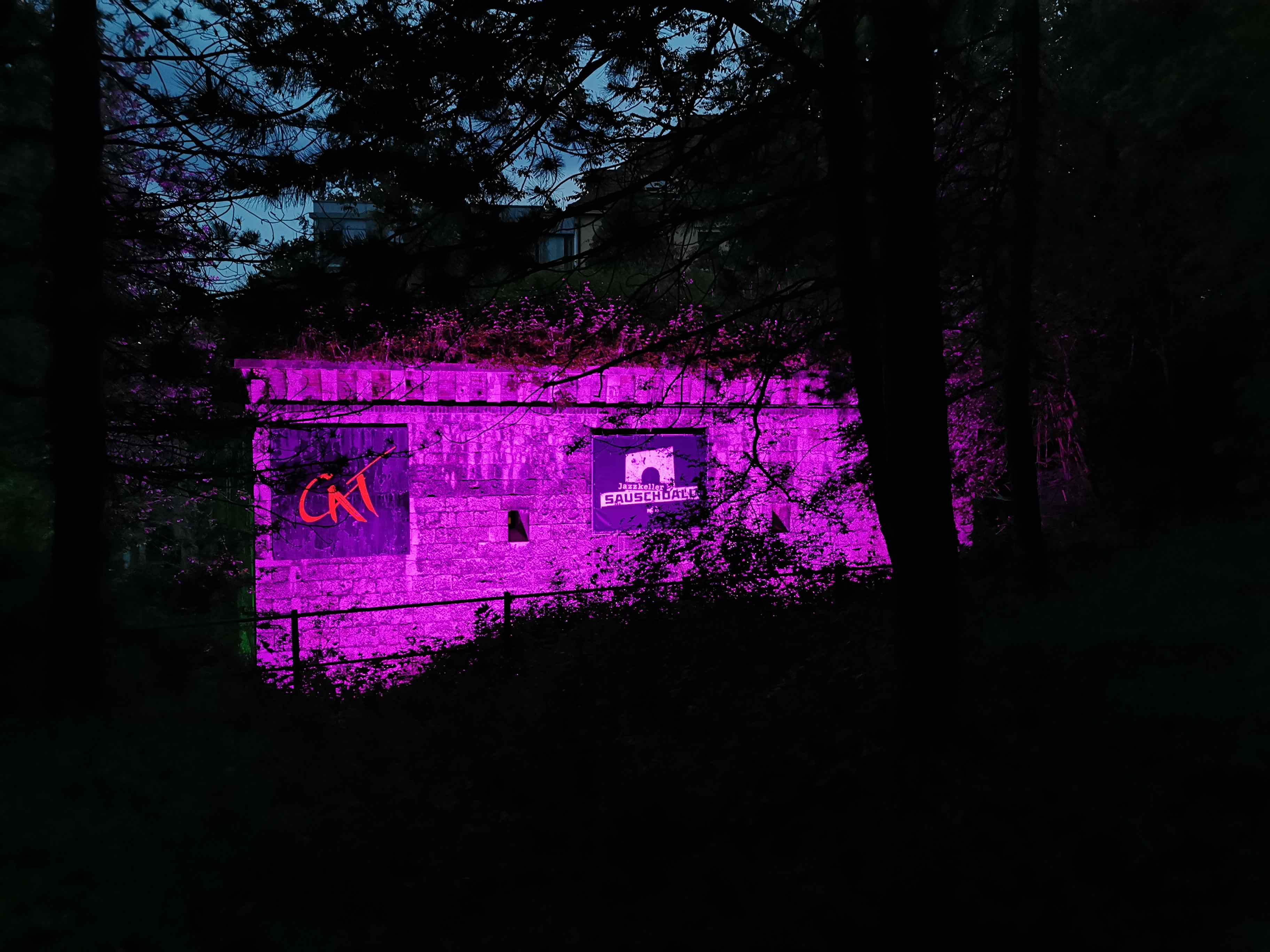
Jazzkeller Sauschdall während Veranstaltung

Der Ulmer Jazzkeller Sauschdall (schwäbisch für „Schweinestall“) wurde 1963 eröffnet und ist damit eine der  traditionsreichsten Einrichtungen dieser Art. Der Club in der Prittwitzstrasse 36 fasst etwa 100 Gäste sitzend und etwa 200 stehend.

## Geschichte
Gegründet wurde er 1963 von Studenten der damaligen Ingenieurschule Ulm, der späteren Fachhochschule, heutigen Hochschule Ulm, nachdem der AStA schon zuvor einen Jazzreferenten (zur Zeit der Gründung war dies Eberhard Lorenz) hatte und immer wieder Konzerte in der Aula der Ingenieursschule stattgefunden hatten. Der Sauschdall ist nach dem Verbot der  verfassten Studierendenschaft in Baden-Württemberg formal ein Referat des UStA e.V., der  unabhängigen Studierendenschaft der Hochschule Ulm. Faktisch ist die ehrenamtliche Mitarbeit unabhängig von einer Zugehörigkeit zur Hochschulstudierendenschaft. Der Name geht auf die erste Örtlichkeit zurück, die sich im historischen Stadtzentrum am „Saumarkt“ befand. Doch drang dort bei jedem heftigeren Regen Wasser ein; daher wechselte die Studenteninitiative in die heutigen Räumlichkeiten. Diese befinden sich in einem Teil der ehemaligen Bundesfestung Ulm, dem Festungswerk XX in der Nähe der Hochschule Ulm.
Seinen Höhepunkt als wichtigster Veranstaltungsort in Ulm hatte der Club in den 1960er bis 1980er Jahren, wobei ab 1973 auch viel Folkmusik gespielt wurde. Bekannt war der Club auch schon früh für seine Tanzveranstaltungen. Ende der 1980er Jahre fand ein größerer Umbau statt und es eröffnete 1988 das CAT-Cafe als weiteres Kulturreferat des UStA im ebenerdig gelegenen Teil des Gebäudes. Ab den 1990er Jahren bekam der Sauschdall zunehmend Konkurrenz durch andere Veranstaltungsorte in Ulm.

Anfang der 1990er Jahre stellte der Club seine Folkreihe ein. Im Programm der frühen 1990er Jahre hielt zunehmend Hip-Hop Einzug. Mitte der 1990er gehörten die damaligen Sauschdall-Macher, allen voran Merlin Bauer zu den Mitbegründern von Radio freeFM, des freien Radios in Ulm. 1996 versammelte sich um die späteren Labelmacher von Heimelektro Ulm die Bewegungsgruppe und es spielten im Jazzkeller Sauschdall etliche der wichtigsten Vertreter der damaligen Elektro- und Post-Rock-Szene. Zu einem Finanzcrash kam es 1998/99, der Jazzkeller musste vorübergehend geschlossen werden.

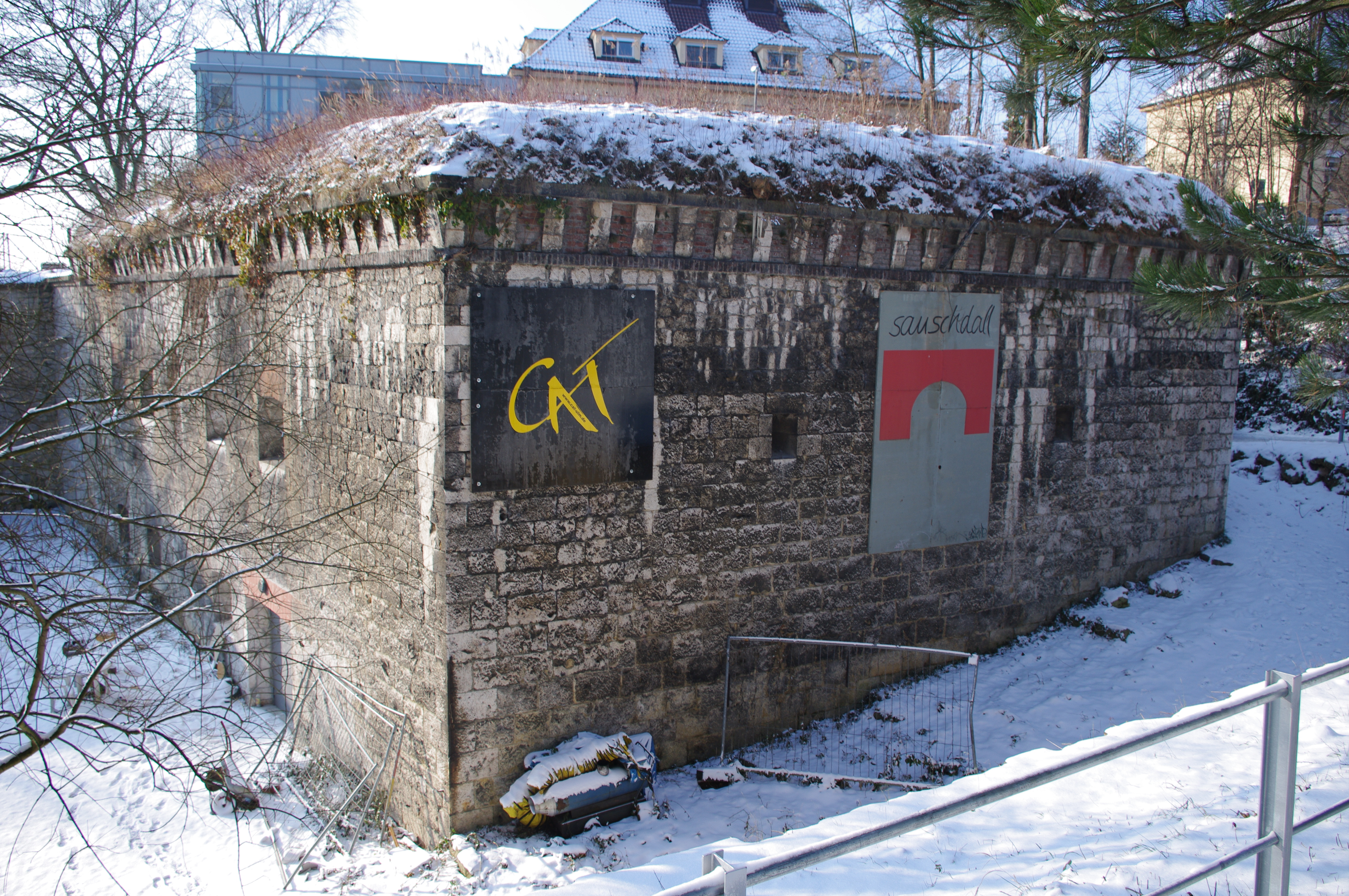
Der „Sauschdall“ von außen

Der Initiative einiger Fachhochschulstudenten und des Vereins der Freunde und Förderer des Jazzkeller Sauschdall war es zu verdanken, dass im Herbst 1999 eine Wiedereröffnung stattfinden konnte. Eine tragende Rolle spielte dabei der Ulmer Musiker Reinhard Köhler, der als Programmverantwortlicher für die nächsten zwei Jahre den Jazzkeller wieder auf die Beine stellte. Sein Nachfolger Fred Wiegräfe, ebenfalls Musiker, trat  bereits nach kurzer Zeit krankheitsbedingt zurück. Als Programmgestalter folgten Markus Grospietsch, Oliver Stauß, Robin Schmidt, Johannes Tysiak und Jörg Emmert. Bis Sommer 2012 war Florian Wieland für das Programm verantwortlich, der mit den Schwerpunkten Avantgarde-Jazz, Modern Creative, Contemporary Jazz und Randgebiete derselben arbeitete. Eine seit Sommer 2012 arbeitende Programmgruppe um Philipp Zey und Uwe Duckgeischel widmet sich dem traditionellen Jazz.
Seit dem Herbstprogramm 2011 wurde mit den sogenannten Sonntagskonzerten eine zuvor einige Jahre im benachbarten CAT-Cafe unter dem Namen Sofakonzerte beheimatete Songwriter- und Popkonzertserie als regelmäßig stattfindende Reihe ins Programm aufgenommen.
Im Jazzkeller spielte seit der Gründung alles, was im europäischen, teils und internationalen Jazz Rang und Namen hat, teilweise, bevor diese Bands und Musiker nur noch in großen Hallen zu sehen waren. Als wenige Beispiele seien hier nur Jan Garbarek, Wolfgang Dauner, Charlie Mariano, Jean-Luc Ponty, Chet Baker, Albert Mangelsdorff, John McLaughlin, Manfred Schoof, Barbara Dennerlein, Volker Kriegel, Joachim Kühn, Charly Antolini, Dollar Brand, Alexander von Schlippenbach, Tim Berne, Ingrid Laubrock, Maria Joao, Carlos Bica, Fred Wesley, Kirk Lightsey, Aladár Pege  und Mary Halvorson genannt. In den Anfangszeiten gab es auch Rundfunkübertragungen von Jazzkonzerten des  Süddeutschen Rundfunks und des  Bayerischen Rundfunks.

## Organisation und Programm
Der Jazzkeller wird seit seiner Gründung ausschließlich von ehrenamtlich-unbezahlt arbeitenden, größtenteils jungen Leuten betrieben, unter denen allerdings seit vielen Jahren die Studenten in der Minderzahl sind. Das Programm mit regelmäßigen Konzerten und Veranstaltungen mehrmals pro Woche im Frühjahr und Herbst konzentriert sich auf modernen, zeitgenössischen Jazz und Randgebiete desselben.